# México City Open
El México City Open es un torneo de tenis profesional de que forma parte de la serie de torneos ATP Challenger Tour 125.

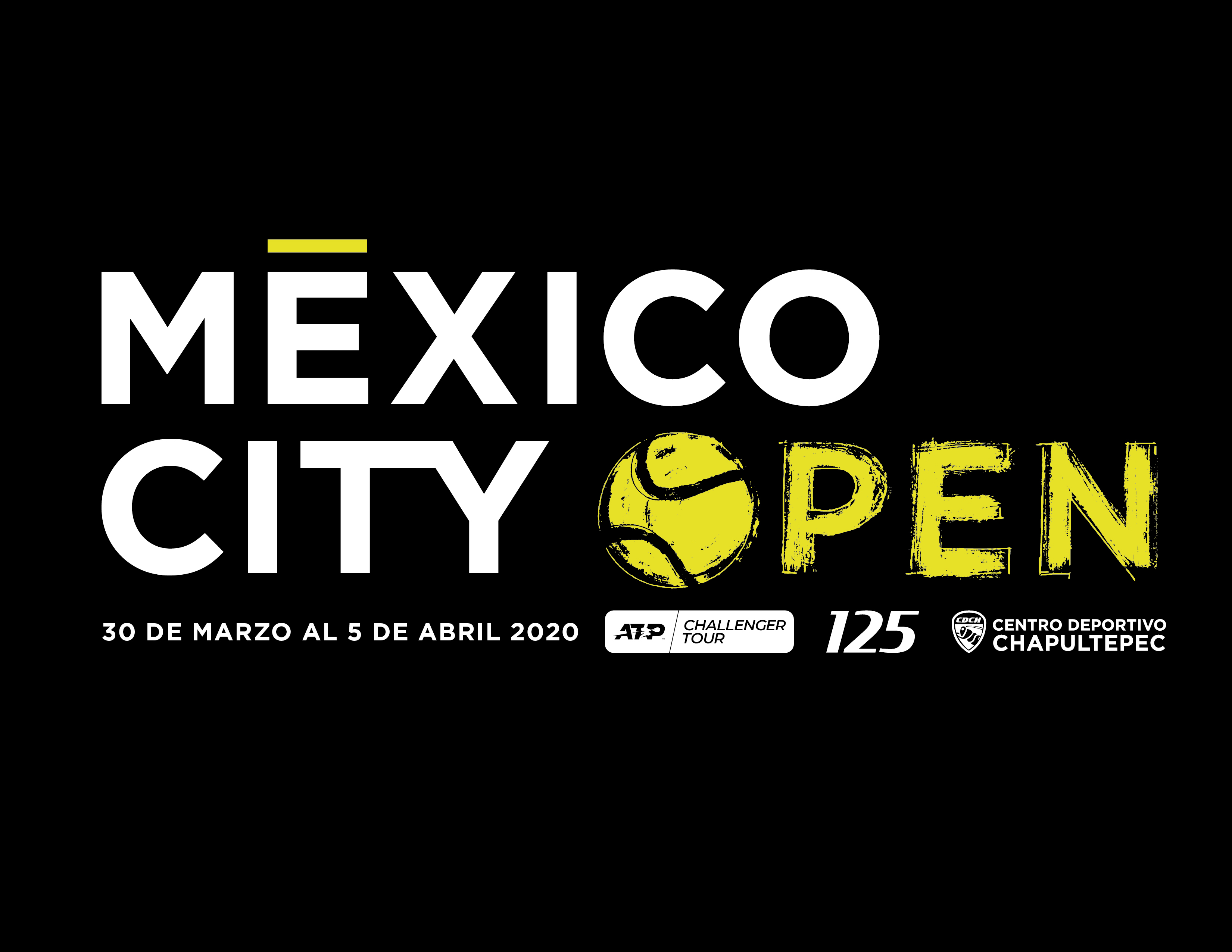

Se celebra anualmente a mediados de marzo en el deportivo chapultepec El torneo se encuentra dentro de las actividades realizadas por la ATP y ATP Tour
El torneo se juega en canchas de arcilla roja al aire libre. Se juega en las semanas comprendidas entre la finalización del Abierto Mexicano de Tenis.
Otorga 125 puntos del ranking profesional al ganador
- Reparte una bolsa de $162,480.00 dólares entre singles y dobles
- Se realiza un cuadro de 48 jugadores de singles
- El cuadro de dobles es de 16 parejas
- Se juega de lunes a domingo
- Se permite entrada libre hasta el miércoles, de jueves a domingo se venden boletos a precios accesibles
- Se espera que los 8 jugadores sembrados del torneo estén dentro de los 100-120 del ranking ATP
- Los partidos se juegan durante el día y del jueves en adelante se programan por la tarde para que asista más público
- Se celebran diversos eventos como: conferencias de prensa, ceremonia del draw, Fiesta de jugadores, Kid´s Day y Premiación

## Historia
80 años de historia y tradición tenística acreditan al CDCH como la Catedral del Tenis de México
En sus canchas y estadio compitieron figuras como: Rod Laver, Arthur Ashe, Jimmy Connors, John McEnroe, Yola Ramírez, Gustavo Palafox, Rosie Reyes, Raúl Ramírez, Leo Lavalle, Jorge Lozano y muchos más..
En 1922 comenzó la construcción del Estadio de tenis y en los años 60´s se le dio nombre en honor del mejor jugador mexicano de todos los tiempos “Rafael Osuna” quien se formó en el CDCH.
El Estadio ha sido sede de los mejores torneos internacionales como: Copa Davis, Abierto Juvenil Mexicano Grado A ITF, Campeonatos Mundiales de la ITF y eventos ATP.
Actualmente, luego de una renovación total es un estadio de primer orden.

## Repartición de puntos y premios en dinero
| Ronda Singles    | Puntos | Premio en dinero |
| ---------------- | ------ | ---------------- |
| Ganador          | 125    | US$21,600        |
| Finalista        | 75     | US$12,720        |
| Semifinalistas   | 45     | US$7,530         |
| Cuartos de final | 25     | US$4,380         |
| Segunda ronda    | 5      | US$1,560         |
| Primera ronda    | 0      | US$780           |

| Ronda Doubles    | Premio en dinero |
| ---------------- | ---------------- |
| Ganadores        | US$9,300         |
| Finalistas       | US$5,400         |
| Semifinalistas   | US$3,240         |
| Cuartos de final | US$1,920         |
| Segunda ronda    | US$1,080         |

## Página Oficial
- Official Website

México City Open

## Facebook
- https://www.facebook.com/mxcityopen/ Official Website]